# Яхнович Олександр Наумович
Олекса́ндр Нау́мович Яхно́вич (1902, місто Чернігів — ?) — радянський державний діяч, народний комісар постачання та харчової промисловості Казахської РСР. Член ЦВК Казахської АРСР у 1934—1937 роках.

## Життєпис
Народився в родині дрібного єврейського торговця — скупника худоби. Закінчив чотирирічну єврейську початкову школу. З 1914 до 1917 року навчався в Чернігівському реальному училищі.
З 1917 до 1918 року працював діловодом.
У 1918—1920 роках — організатор та секретар комітетів Єврейської соціалістичної спілки молоді (молодіжне крило «Паолей Ціон») у містах Чернігові, Харкові, Києві, Мінську.
Член Єврейської соціал-демократичної партії «Паолей Ціон» з 1920 до 1922 року.
У 1920—1921 роках — завідувач сектору Чернігівського губернського комісаріату праці.
У 1921—1922 роках — заступник Ніжинського повітового комісара праці Чернігівської губернії.
Член РКП(б) з 1922 року.
У 1922—1923 роках — голова Ніжинського окружного відділу Спілки радянських торгових службовців.
У 1923—1924 роках — секретар, завідувач організаційного відділу Чернігівського губернського комітету Спілки радянських торгових службовців.
У 1924—1926 роках — інструктор, заступник завідувача та завідувач організаційного відділу, секретар Уральського обласного комітету Спілки радянських торгових службовців у місті Свердловську.
У 1926—1929 роках — інструктор, заступник завідувача організаційного відділу Уральського обласної ради професійних спілок у Свердловську.
У 1929—1930 роках — завідувач організаційного відділу, заступник голови правління Центрального робітничого кооперативу в Свердловську.
У 1930—1932 роках — керуючий Уральської обласної контори «Сільтресту» в Свердловську.
У 1932—1933 роках — заступник постійного представника Уральської області при Раді народних комісарів СРСР у Москві.
У квітні — жовтні 1933 року — заступник народного комісара постачання Казакської АРСР.
У жовтні 1933 — вересні 1934 року — народний комісар постачання Казакської АРСР.
У вересні 1934 — вересні 1936 року — уповноважений Народного комісаріату харчової промисловості СРСР по Казахській АРСР.
У вересні 1936 — березні 1938 року — народний комісар харчової промисловості Казахської РСР.
У березні 1938 року — заступник завідувача сектору капітального будівництва Народного комісаріату харчової промисловості СРСР.
У березні 1938 року заарештований органами НКВС СРСР. У січні 1940 року Військовим трибуналом Середньоазійського військового округу виправданий, але не звільнений, за протестом заступника голови Верховного суду СРСР справу спрямували на нове розслідування. 12 квітня 1941 року Особливою нарадою при НКДБ СРСР засуджений на тривалий термін ув'язнення.
26 квітня 1951 року заарештований органами УМДБ у Тульській області. 16 червня 1951 року Особливою нарадою при МДБ СРСР за статтями 58-7, 58-8, 58-11 Карного кодексу РРФСР засуджений до заслання.
Подальша доля невідома. Помер у 1970-ті роки. Точної дати не встановлено.
22 липня 1993 року посмертно реабілітований Генеральною прокуратурою Республіки Казахстан.

## Нагороди та відзнаки
- орден Трудового Червоного Прапора (1.08.1936)